# Absolute Classic Rock
Absolute Classic Rock – brytyjska, siostrzana rozgłośnia radiowa niezależnego Absolute Radio nadająca w Londynie drogą naziemną FM DAB, za pośrednictwem Virgin Media i SKY oraz poprzez Internet. Absolute Classic Rock jest częścią grupy The Absolute Radio Network.
Radio wcześniej znane było jako Virgin Radio Classic Rock, początkowo nadające tylko w internecie, uruchomione w roku 2000 pod nazwą Virgin Classic.
1 września 2008 ogłoszono, że Virgin Radio Classic Rock zmieni nazwę na Absolute Classic Rock od 29 września 2008.

## Zasięg
- Londyn i południowy wschód kraju – stereo 105,8 MHz FM;
- W całym kraju na falach średnich 1215 kHz AM, w niektórych regionach na 1197, 1233, 1242 lub 1260 kHz[2].
- W systemie cyfrowym DAB w miastach[3]:

Ayr, Prestwick, Cardiff, Newport, Coventry, Nuneaton, Warwick, Rugby, Exeter, Swindon, Newcastle, Sunderland, Darlington, Middlesborough, Leeds, Hull, Scunthorpe, Grimsby, York, Huddersfield, Doncaster, Harrogate, Bradford, Sheffield, Blackburn, Preston, Blackpool, Bolton, Lancaster, Liverpool, Chester, Wrexham i Warrington.

## Pozostałe kanały tematyczne
- Absolute Radio
- Absolute Radio 60's
- Absolute Radio 70's
- Absolute Radio 80's
- Absolute Radio 90's
- Absolute Radio 00's
- Absolute Radio Extra

W związku z tym, że nadawca w całości finansowany jest przez państwo z reklam pochodzących z Wielkiej Brytanii nie jest możliwy odbiór stacji w internecie poza obszarem UK.